# Арвайхеер
Арвайхеер, Арбай-Хере (монг. Арвайхээр) — невелике місто в аймаку Уверхангай в Монголії. Населення станом на 2010 рік — 21705 чоловік. Місто є адміністративним центру аймаку.
Місто отримало назву на честь жеребця який протягом 20 років перемагав на скачках.

## Інфраструктура

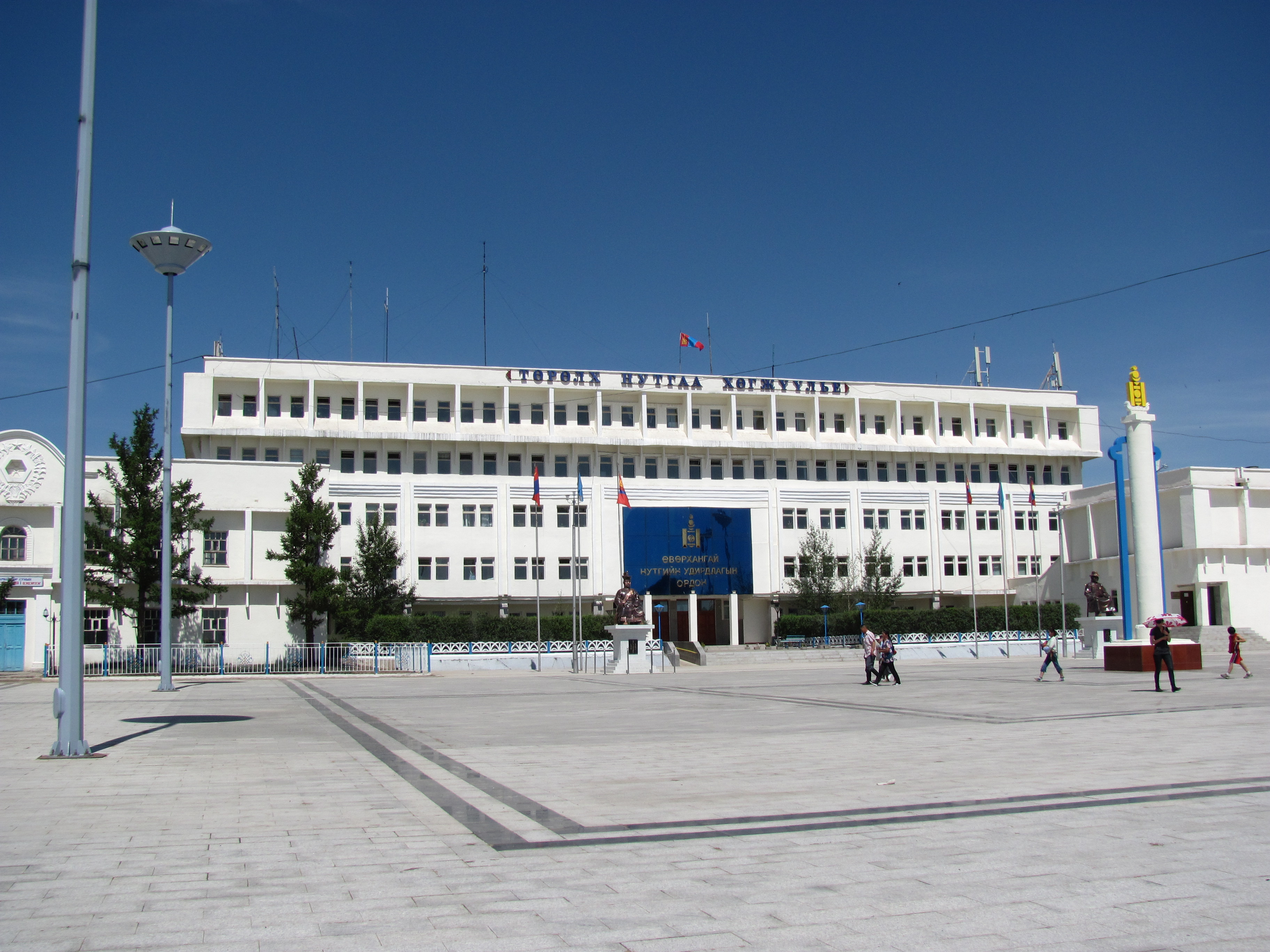
Будинок адміністрації

У місті знаходяться харчові, швейні, взуттєві підприємства. Великий ринок, готель, банки, аеропорт.

## Дороги
На північний захід від міста йде дорога до Улан-Батора (430 км), після Арвайхеера асфальт закінчується і далі йде кілька ґрунтових доріг. Одна з них веде на південь до хребта Гурвансайхан і пісків Хонгорин-Елс (300 км). Інша дорога (250 км) до озера Орог-Нур — цією дорогою у 1927 році рухалась центральноазійська експедиція М. Реріха у 1927 році.
Від Арвайхеера на схід йде «Дорога тисячоліття» до Баянхонгору (200 км), яка будується, Алтая (571 км), Цагааннуура (1275 км, кордон з Росією).

## Гарнізон радянських військ
Поблизу міста, на відстані 11 км знаходився гарнізон радянських військ до складу якого входиkj летовище з ґрунтовою злітно-посадковою смугою розрахованою на приймання транспортних літаків АН-12 та АН-26 а також 20-та окрема розвідувальна бригада. Вона була створена 1972 року за наказом Міністра оборони СРСР А. Гречка. Подібних формувань в Радянській Армії ніде не було. У 1988 році вона була переформована в окрему механізовану бригаду, а після виведення військ з Монголії була розформована.

## Пам'ятники

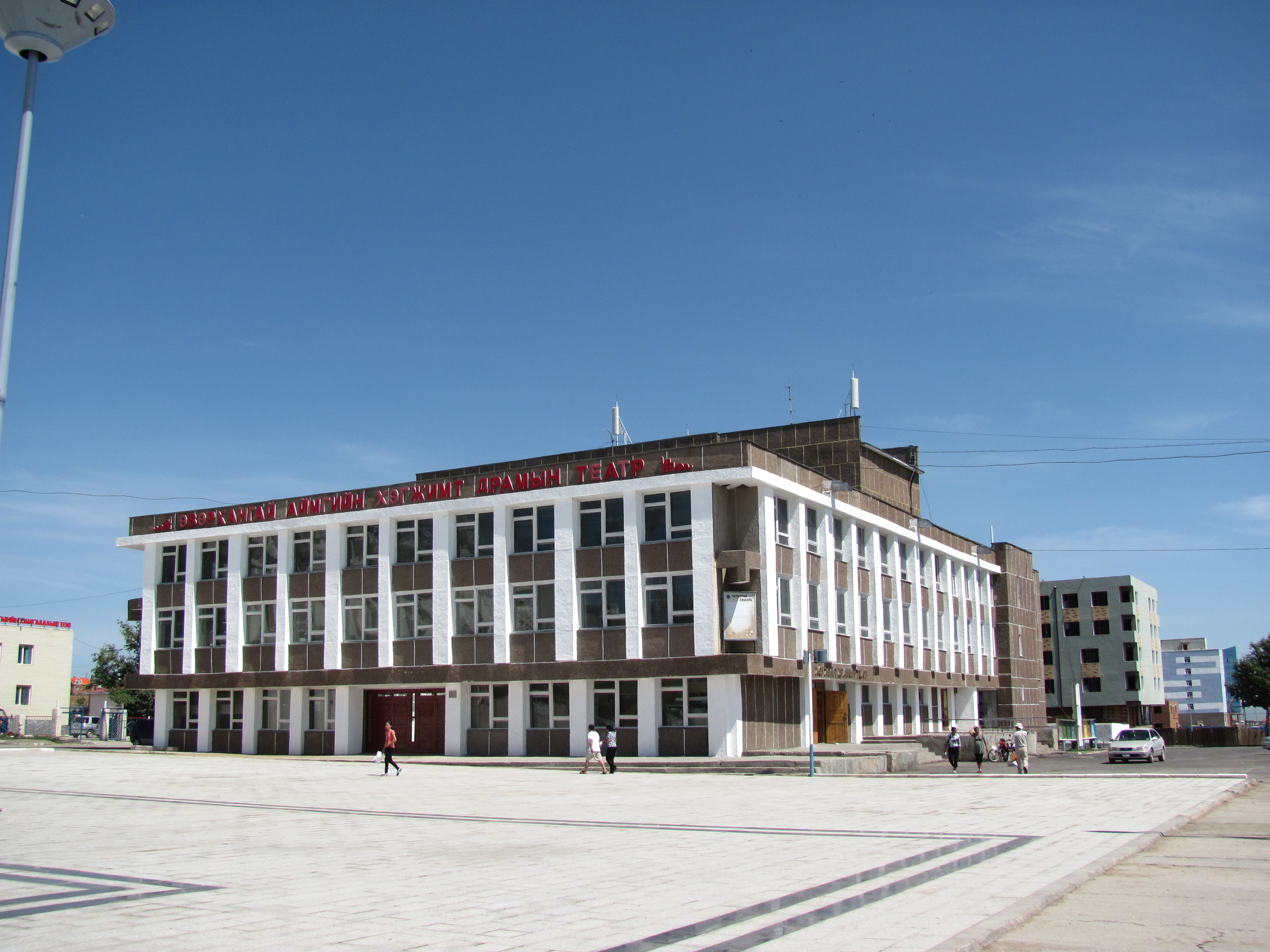
Театр

Східніше Арвайхеера знаходиться священна оленяча гора. По її схилах розкидані валуни покриті давніми петрогліфами вік яких складає 10-15 тисяч років. Понад 80 малюнків зображають сцени полювання, лучників, кіз, яків, носорогів, танцюристів. Цікавим є малюнок приручення людиною коня.

## Клімат
Місто знаходиться у зоні, котра характеризується кліматом тропічних степів. Найтепліший місяць — липень із середньою температурою 15 °C (59 °F). Найхолодніший місяць — січень, із середньою температурою -15 °С (5 °F).
| Клімат                  | Клімат | Клімат | Клімат | Клімат | Клімат | Клімат | Клімат | Клімат | Клімат | Клімат | Клімат | Клімат | Клімат |
| Показник                | Січ.   | Лют.   | Бер.   | Квіт.  | Трав.  | Черв.  | Лип.   | Серп.  | Вер.   | Жовт.  | Лист.  | Груд.  | Рік    |
| Абсолютний максимум, °C | 2      | 12     | 15     | 26     | 26     | 32     | 30     | 31     | 23     | 21     | 11     | 5      | 32     |
| Середній максимум, °C   | −9     | −5     | 1      | 7      | 15     | 20     | 20     | 20     | 14     | 7      | −2     | −6     | 7      |
| Середня температура, °C | −14    | −11    | −5     | 1      | 8      | 13     | 15     | 14     | 8      | 1      | −8     | −11    | 3      |
| Середній мінімум, °C    | −20    | −17    | −11    | −5     | 1      | 7      | 10     | 8      | 2      | −5     | −14    | −17    | −5     |
| Абсолютний мінімум, °C  | −32    | −28    | −22    | −17    | −17    | −3     | 5      | 1      | −6     | 0      | −32    | −27    | −32    |
| Норма опадів, мм        | 0      | 0      | 0      | 10     | 10     | 30     | 130    | 50     | 10     | 0      | 0      | 0      | 270    |
| Днів з дощем            | 0      | 0      | 0      | 0      | 1      | 3      | 8      | 4      | 0      | 0      | 0      | 0      | 21     |
| Вологість повітря, %    | 52     | 49     | 47     | 41     | 39     | 51     | 64     | 62     | 54     | 46     | 50     | 50     | 50     |
| ----------------------- | ------ | ------ | ------ | ------ | ------ | ------ | ------ | ------ | ------ | ------ | ------ | ------ | ------ |
| Джерело: Weatherbase    |        |        |        |        |        |        |        |        |        |        |        |        |        |